# Club Atlético Universal
Maillots
Dernière mise à jour : 10 octobre 2010.
Le Club Atlético Universal est un club de football Uruguayen basé dans la ville de San José de Mayo. Créé le 25 mars 1910 sous le nom de Universal football Club, il joue actuellement dans le championnat régional de San José.
Promu dans le championnat d’Uruguay de football en 1912, Universal obtient en 1915 son meilleur résultat avec une troisième place derrière les deux géants du football uruguayen, les Nacional et Penarol de Montevideo.
L’âge d’or du club se situe à la fin des années 1960 lorsqu’il remporte coup sur coup deux Copa El País, la principale compétition du pays hors région de Montevideo, puis par deux fois la finale de cette même compétition.

## Palmarès
- Meilleur résultat en championnat : une 3e place en 1915.
- Copa El País
  - Vainqueur en 1967 et 1968
  - Finaliste en 1969 et 1970